# Sporosarcina ureae

Sporosarcina ureae est un type de bacterie du genre Sporosarcina, très proche du genre Bacillus. 
S. ureae est aerobique, motile, forme des spores, est Gram-positive; elle a été initialement isolée au début du XXe siècle dans le sol .
S. ureae se distingue par sa capacité à se développer dans des milieux ayant une concentration relativement forte en urée S. ureae est également capable de se transformer sous forme de spores quand les conditions d'environnement deviennent défavorables, et peuvent rester viables sur des durées allant jusqu'à une année.